# Копејк Лејк (Њујорк)
Копејк Лејк (енгл. Copake Lake) насељено је место без административног статуса у америчкој савезној држави Њујорк.

## Демографија
По попису из 2010. године број становника је 823, што је 61 (8,0%) становника више него 2000. године.
| Група             | 2000.       | 2010.       |
| Белци             | 725 (95,1%) | 786 (95,5%) |
| Афроамериканци    | 3 (0,4%)    | 4 (0,5%)    |
| Азијати           | 0 (0,0%)    | 3 (0,4%)    |
| Хиспаноамериканци | 12 (1,6%)   | 23 (2,8%)   |
| Укупно            | 762         | 823         |